# 古峰桃香
古峰 桃香（こみね ももか、1994年6月27日 - ）は、ハロプロエッグの元メンバー。東京都出身。血液型は不明。身長157cm。公式ニックネームは「こみねっち」。その他の愛称は「桃ちゃん」など。

## 略歴
- 2006年6月4日、ハロプロエッグに第2期メンバーとして加入する（同期は真野恵里菜、小倉愛実）[2]。
- 2007年1月2日、中野サンプラザで行われた「Hello! Project 2007 Winter 〜 ワンダフルハーツ 乙女Gocoro 〜」でバックダンサーとしてコンサート初出演。
- 2007年11月3日 - 11日、サンシャイン劇場で行われた、劇団ゲキハロ第3回公演「リバース!〜私の体どこですか?〜」に出演[3]。これに伴い、9月27日から公式ブログが開始（森咲樹、西念未彩、湯徳歩美、和田彩花との共有。同年11月末まで）。
- 2010年6月12日の真野恵里菜『お願いだから…』発売記念イベント「マノソナタ〜東京だけだよ 全員集合〜」への参加以降活動が見られない。

## 人物
- 真野恵里菜・和田彩花・北原沙弥香と非常に仲が良い。
- 憧れの先輩は、高橋愛である[4]。

## 出演

### コンサート
- Hello! Project 2007 Winter 〜 ワンダフルハーツ 乙女Gocoro 〜（2007年1月2日、中野サンプラザ） - バックダンサー
- 第一回 ハロー!プロジェクト新人公演 〜さるの刻〜／〜とりの刻〜（2007年5月13日、渋谷C.C.Lemonホール）
- 2007 ハロー!プロジェクト新人公演8月 〜横浜で会いましょう〜（2007年8月26日、横浜BLITZ）
- 2007 ハロー!プロジェクト新人公演 11月 〜品川で会いましょう〜（2007年11月23日、品川ステラボール）
- 五木ひろしクリスマスディナーショー2007」（2007年12月24日、東京プリンスホテル鳳凰の間） - 古川小夏、前田憂佳、福田花音、小川紗季らと出演。
- 2008 ハロー!プロジェクト新人公演 3月 〜キラメキの横浜 〜（2008年3月29日、横浜BLITZ）
- 2008 ハロー!プロジェクト新人公演 6月 〜赤坂HOP!〜（2008年6月22日、赤坂BLITZ）
- 08夏 ナイスガールプロジェクト!エモーショナルライブ〜ミラクル セクシー ダイナマイト〜（2008年8月9日、東京厚生年金会館）[5]
- 2008 ハロー!プロジェクト新人公演 9月 〜芝公園STEP!〜（2008年9月23日、メルパルクホール）
- 2008 ハロー!プロジェクト新人公演 11月 〜横浜JUMP!〜（2008年11月24日、横浜BLITZ）
- 2009 ハロー!プロジェクト新人公演 4月 〜横浜HOP!〜（2009年4月4日・5日、横浜BLITZ）
- 2009 ハロー!プロジェクト新人公演6月 〜中野STEP!〜（2009年6月7日、中野サンプラザ）[6]
- 真野恵里菜デビューコンサート「プロローグ 〜乙女の祈り〜」（2009年6月6日・14日） - バックダンサー
- 2009 ハロー!プロジェクト新人公演9月 〜横浜JUMP!〜（2009年9月23日、横浜BLITZ）[7]
- 2009 ハロー!プロジェクト新人公演11月 〜横浜FIRE!〜（2009年11月23日、横浜BLITZ）[8]
- 2010 ハロー!プロジェクト新人公演3月 〜横浜GOLD!〜（2010年3月27日、横浜BLITZ）[9]
- 2010 ハロー!プロジェクト新人公演6月 〜横浜HOP!〜（2010年6月5日、横浜BLITZ）[10]

### イベント
- ハロプロエッグデリバリーステーション!03（2008年3月8日、サンストリート亀戸）
- ハロプロエッグデリバリーステーション!05（2008年8月30日、サンストリート亀戸） - 能登有沙、澤田由梨、吉川友、北原沙弥香と出演
- ハロプロエッグ デリバリーステーション in 夏Sacas'09（2009年7月24日・8月3日、赤坂サカス）[11]
- 真野恵里菜『お願いだから…』発売記念イベント「マノソナタ～東京だけだよ 全員集合～」（2010年6月12日、品川ステラボール）

### 舞台
- 劇団ゲキハロ第3回公演「リバース!〜私の体どこですか?〜」（2007年11月3日 - 11日、サンシャイン劇場）[3]